# Alosa de pedrer americana
L'alosa de pedrer americana (Dorosoma cepedianum) és una espècie de peix pertanyent a la família dels clupeids.

## Descripció
- Pot arribar a fer 57 cm de llargària màxima (normalment, en fa 35) i 1.980 g de pes.
- 10-15 radis tous a l'aleta dorsal i 25-36 a l'anal.
- Nombre de vèrtebres: 47-51.
- Boca petita.[5][6][7]

## Reproducció
Té lloc a l'aigua dolça des de mitjan març fins a mitjan agost.

## Alimentació
És herbívor.

## Depredadors
És depredat per Stizostedion vitreum, i, als Estats Units, per la perca americana (Micropterus salmoides), el lluç de riu (Esox lucius), el luci masquinongi (Esox masquinongy), el llobarro atlàntic ratllat (Morone saxatilis), el tallahams (Pomatomus saltator), Cynoscion regalis i la lucioperca groga (Sander vitreus), i al Canadà per Amia calva.

## Hàbitat
És un peix d'aigua dolça, salabrosa i marina; pelàgic-nerític; anàdrom i de clima subtropical (45°N-24°N, 100°W-70°W) que viu fins als 33 m de fondària

## Distribució geogràfica
Es troba al Canadà, els Estats Units i Mèxic (incloent-hi el llac Erie, el sud dels llacs Huron i Michigan i la conca del llac Ontario). Ha estat introduït a Puerto Rico.

## Longevitat
Pot assolir els 10 anys.

## Ús comercial
És emprat com a fertilitzant.

## Observacions
És inofensiu per als humans.